# Parepistaurus comoroensis
Parepistaurus comoroensis är en insektsart som beskrevs av Marius Descamps och Wintrebert 1969. Parepistaurus comoroensis ingår i släktet Parepistaurus och familjen gräshoppor. Inga underarter finns listade i Catalogue of Life.